# Poeciloxestia melzeri
Poeciloxestia melzeri là một loài bọ cánh cứng trong họ Cerambycidae.